# Martín Pino
Roberto Martín Pino (Córdoba, 16 marzo 1998) è un calciatore argentino, attaccante del San Martín (T) in prestito dal Godoy Cruz.

## Caratteristiche tecniche
È un centravanti.

## Carriera
Pino è cresciuto nell'Instituto (C), ed ha debuttato in prima squadra il 12 dicembre 2017 nell'incontro di Primera B Nacional perso 3-0 contro il Sarmiento (J). Il 23 agosto 2019 ha trovato il suo primo gol, sempre contro il Sarmiento.
Dopo sei stagioni consecutive con il club biancorosso, nel giugno del 2022 è stato ceduto in prestito nel Torneo Federal A al Gimnasia (S) fino al termine dell'anno. A inizio 2023 è stato prestato al Guillermo Brown, dove ha disputato un'ottima stagione del punto di vista personale segnando 14 gol in 35 partite.
Nel gennaio del 2024 ha rescisso il contratto con l'Instituto e poco dopo ha firmato con il Godoy Cruz.

## Statistiche

### Presenze e reti nei club
Statistiche aggiornate al 19 aprile 2024.
| Stagione        | Squadra         | Campionato      | Campionato | Campionato | Coppe nazionali | Coppe nazionali | Coppe nazionali | Coppe continentali | Coppe continentali | Coppe continentali | Altre coppe | Altre coppe | Altre coppe | Totale | Totale | Totale |
| Stagione        | Squadra         | Comp            | Pres       | Reti       | Comp            | Pres            | Reti            | Comp               | Pres               | Reti               | Comp        | Pres        | Reti        | Pres   | Reti   |        |
| --------------- | --------------- | --------------- | ---------- | ---------- | --------------- | --------------- | --------------- | ------------------ | ------------------ | ------------------ | ----------- | ----------- | ----------- | ------ | ------ | ------ |
| 2017-2018       | Instituto (C)   | PBN             | 9          | 0          | CA              | 0               | 0               |                    | -                  | -                  |             | -           | -           | 9      | 0      |        |
| 2018-2019       | Instituto (C)   | PBN             | 3          | 0          | CA              | 0               | 0               |                    | -                  | -                  |             | -           | -           | 3      | 0      |        |
| 2019-2020       | Instituto (C)   | PBN             | 10         | 2          | CA              | 0               | 0               |                    | -                  | -                  |             | -           | -           | 10     | 2      |        |
| 2020            | Instituto (C)   | PBN             | 8          | 1          |                 | -               | -               |                    | -                  | -                  |             | -           | -           | 8      | 1      |        |
| 2021            | Instituto (C)   | PBN             | 17         | 0          |                 | -               | -               |                    | -                  | -                  |             | -           | -           | 17     | 0      |        |
| 2022            | Instituto (C)   | PBN             | 9          | 1          | CA              | 0               | 0               |                    | -                  | -                  |             | -           | -           | 9      | 1      |        |
| 2022            | Gimnasia (S)    | TFA             | 17         | 5          | CA              | 0               | 0               |                    | -                  | -                  |             | -           | -           | 17     | 5      |        |
| 2023            | Guillermo Brown | PBN             | 35         | 14         | CA              | 0               | 0               |                    | -                  | -                  |             | -           | -           | 35     | 14     |        |
| 2024            | Godoy Cruz      | PD              | 0          | 0          | CA+CdL          | 0+4             | 0               | CL                 | 2                  | 0                  |             | -           | -           | 6      | 0      |        |
| Totale carriera | Totale carriera | Totale carriera | 108        | 23         |                 | 4               | 0               |                    | 2                  | 0                  |             | -           | -           | 114    | 23     |        |